# Kleine schmutzige Briefe
Kleine schmutzige Briefe (Originaltitel Wicked Little Letters) ist eine Filmkomödie von Thea Sharrock. Die Premiere des Films, der auf einer wahren Begebenheit basiert und in dem kleinen Küstenort Littlehampton spielt, dessen Einwohner die titelgebenden obszönen Briefe erhalten, erfolgte im September 2023 beim Toronto International Film Festival. Der Kinostart in Deutschland erfolgte Ende März 2024.

## Handlung

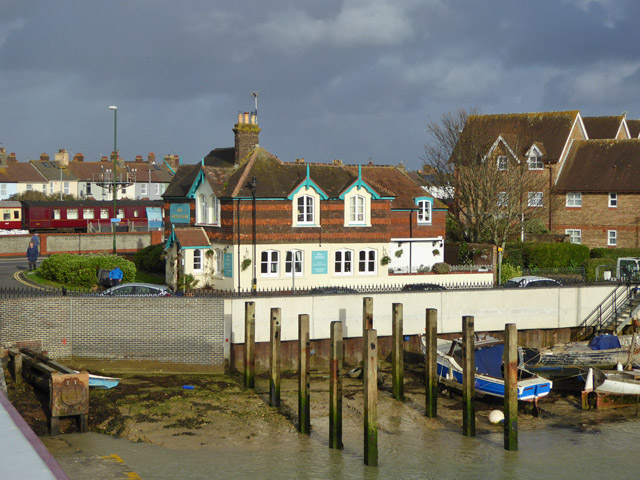
Die Geschichte spielt im beschaulichen Badeort Littlehampton in der Grafschaft Sussex

Um 1920. Als die Menschen in dem kleinen Küstenort Littlehampton skandalöse und obszöne Briefe erhalten, fällt der Verdacht sofort auf die feurige Rose Gooding, die das Sorgerecht für ihre Tochter verlieren könnte. Eine Gruppe von Frauen macht sich daran, das Rätsel zu lösen.

## Produktion

### Filmstab und Besetzung
Regie führte Thea Sharrock. Es handelt sich bei Wicked Little Letters um ihren dritten Spielfilm nach Ein ganzes halbes Jahr von 2016 und Der einzig wahre Ivan von 2020. Das Drehbuch schrieb Jonny Sweet basierend auf einer wahren Begebenheit. Die „Littlehampton Letters“ erregten im Jahr 1920 die Öffentlichkeit und waren Gegenstand einer Debatte im britischen Unterhaus. Edith Swan und andere Einwohner Littlehamptons hatten diese obszönen Briefe erhalten. Ihre enge Freundschaft mit ihrer Nachbarin Rose Gooding war bereits zuvor zerbrochen.
Die Irin Jessie Buckley spielt Rose Gooding und die Britin Olivia Colman Edith Swan. Die beiden Schauspielerinnen standen bereits gemeinsam für Maggie Gyllenhaals Filmdrama Frau im Dunkeln vor der Kamera. Alisha Weir, bekannt durch die Titelrolle der Musicalverfilmung Matilda, spielt Nancy Gooding, die Tochter von Rose. Die singapurische Schauspielerin Anjana Vasan spielt Police Officer Gladys Moss. In weiteren Rollen sind Timothy Spall als Ediths Vater Edward Swan, Gemma Jones als Victoria Swan und Hugh Skinner als Constable Papperwick zu sehen.

### Dreharbeiten und Filmmusik
Neben dem in Sussex gelegenen Badeort Littlehampton entstanden Aufnahmen in Worthing und Arundel in der Grafschaft West Sussex. Als Kameramann fungierte Ben Davis, der in der Vergangenheit für mehrere Filme innerhalb des Marvel Cinematic Universe tätig war.
Die Filmmusik komponierte die Britin Isobel Waller-Bridge. Das Soundtrack-Album mit insgesamt 20 Musikstücken wurde am 23. Februar 2024 von Decca Records als Download veröffentlicht.

### Marketing und Veröffentlichung
Die Weltpremiere fand am 9. September 2023 beim Toronto International Film Festival statt. Ebenfalls im September 2023 wurde er bei der Filmkunstmesse Leipzig gezeigt. Ende September, Anfang Oktober 2023 wurde der Film beim Zurich Film Festival vorgestellt. Ende Oktober 2023 wurde der erste Trailer vorgestellt. Am 4. Januar 2024 eröffnete der Film das Palm Springs International Film Festival. Im Februar 2024 wurde der Film beim Santa Barbara International Film Festival gezeigt. Der Kinostart in Deutschland und in der Deutschschweiz erfolgte am 28. März 2024.

## Rezeption

### Kritiken und Einspielergebnis
Von den bei Rotten Tomatoes aufgeführten Kritiken sind 80 Prozent positiv. Bei Metacritic erhielt der Film einen Metascore von 58 von 100 möglichen Punkten.
Linda Mullan schreibt in ihrer Kritik bei outnow.ch, von einem Film, der in den 1920ern spielt, erwarte man normalerweise idyllische Naturbilder, leise leidende Menschen, eine tragische Geschichte in einer längst vergangenen Zeit und schöne Kostüme. Nach dieser Definition sei Thea Sharrocks Wicked Little Letters nur im entferntesten Sinn ein Kostümfilm, und auch sonst breche die Regisseurin mit den gängigen Klischees und Erzählmustern des Genres. Mullan beschreibt Wicked Little Letters als einen erfrischenden, unterhaltsamen und bitterbös witzigen Film, in dem hübsch gekleidete englische Ladys wie Seeleute fluchen dürfen und sich gegen die Normen ihrer Zeit auflehnen. Die Männer hingegen kämen dabei durch die Bank sehr schlecht weg, seien das die inkompetenten Polizisten, die Rose ohne Beweise festnehmen, oder Ediths tyrannischer Vater, der von Timothy Spall großartig widerlich gespielt werde. Alles in allem rege der Film trotz seiner leichten Momente und gerade wegen seiner subversiven Natur zum Nachdenken an und bleibe noch lange im Gedächtnis.
Christopher Diekhaus, Filmkorrespondent der Gilde deutscher Filmkunsttheater, erklärt in seiner Kritik, Kleine schmutzige Briefe entwerfe einen provinziellen Mikrokosmos, in dem durch die unerhörten Schreiben ein erschreckendes Ausmaß an Misogynie, Bigotterie und Rassismus schonungslos zu Tage trete: „Frauen haben in diesem 1920er-Jahre-Setting bei Entscheidungen den Mund zu halten, müssen sich fügen, sollen brav und artig ihre Hausarbeiten verrichten und stets höflich bleiben.“ Männer dagegen dürften fluchen, und mit Ediths Vater habe Jonny Sweet die schlimmste Ausprägung des herrschenden Patriarchats in das Drehbuch gezeichnet. Obschon die Geschichte in der Zeit nach dem Ersten Weltkrieg spielt, fühle man sich des Öfteren an unsere leider nicht nur schöne Onlinewelt erinnert, so Diekhaus: „Hassrede und Slutshaming – traurige Phänomene unserer digitalen Gegenwart – sind keine neuen Erfindungen, sondern auch im durch und durch analogen frühen 20. Jahrhundert schon sehr präsent.“ Der Krimiplot, die Suche nach dem wahren Schreiberling, strotze nicht gerade vor Überraschungen, habe aber immerhin zwei, drei böse Pointen zu bieten. Anjana Vasan überzeuge zudem als zurückhaltende, gleichwohl hartnäckige Spurensucherin, während sich Olivia Colman und Jessie Buckley ein Funken sprühendes Duell lieferten. Besonders Erstere wisse zu glänzen, sei ihr zwischen frommer Biederkeit, Verletzlichkeit und Bosheit oszillierender Part doch die anspruchsvollste der drei Hauptrollen.
In den deutschen Kinos verzeichnete der Film 90.044 Besucher.

### Auszeichnungen
Cleveland International Film Festival 2024
- Nominierung als Bester Spielfilm im International Narrative Competition (Thea Sharrock)
- Nominierung für den Reel Women Direct Award for Excellence in Directing By a Woman (Thea Sharrock)[21]

Irish Film and Television Awards 2025
- Nominierung als Beste Hauptdarstellerin (Jessie Buckley)[22]

## Synchronisation
Die deutsche Synchronisation entstand nach einem Dialogbuch von Tobias Neumann und der Dialogregie von Kathrin Neusser im Auftrag der EVA Studios Germany GmbH in Berlin.
| Darsteller       | Synchronsprecher   | Rolle                    |
| ---------------- | ------------------ | ------------------------ |
| Olivia Colman    | Christin Marquitan | Edith Swan               |
| Timothy Spall    | Axel Lutter        | Edward Swan              |
| Gemma Jones      | Katharina Lopinski | Victoria Swan            |
| Jessie Buckley   | Manja Doering      | Rose Gooding             |
| Alisha Weir      | Asya Tolaz         | Nancy Gooding            |
| Joanna Scanlan   | Daniela Hoffmann   | Ann                      |
| Michael Kirby    | Tobias Schmitz     | Bill                     |
| Paul Chahidi     | Hans Hohlbein      | Chief Constable Spedding |
| Hugh Skinner     | Henning Nöhren     | Constable Papperwick     |
| Lolly Adefope    | Elisa Bannat       | Kate                     |
| Eileen Atkins    | Kornelia Boje      | Mabel                    |
| Richard Goulding | Romanus Fuhrmann   | Mr. Scales               |
| Jason Watkins    | Uwe Büschken       | Mr. Treading             |
| Anjana Vasan     | Sarah Alles        | Officer Gladys Moss      |
| Tim Key          | Roland Wolf        | Pater Ambrose            |
| Cyril Nri        | Thomas Schmuckert  | Richter Maccleston       |
| Tim McMullan     | Bernd Vollbrecht   | Richter #1               |